# Buddhológia
A buddhológia a Buddhával vagy a buddhasággal foglalkozó tudományok modern elnevezése. A buddhológiára használt szinonima a buddhista tudományok kifejezés, amely a buddhizmus kortárs tudományos vizsgálata.
A különböző buddhista hagyományokban és mozgalmakban eltérő módon értelmezik a buddhaság pontos természetét.

## Théraváda

### Alapvető elgondolás: Buddha tökéletes emberi lény volt
A théraváda buddhisták Buddháról való nézete a páli kánonból (Tipitaka) építkezik, amely a legkorábbi teljességében fennmaradt buddhista szövegek gyűjteménye. Ezekből egyértelműen kirajzolódik, hogy Buddha emberi lény volt — egy tökéletes ember. Buddha különleges természetfeletti erőkkel is rendelkezett (DN 11: Kévatta-szutta). Buddha teste és tudata (még életében) – a közönséges emberekéhez hasonlóan – nem állandó és változatlan. Egy buddha ismeri és érti a dharma változás nélküli természetét, amely egy örök elv, időtlen és feltételektől független jelenség.
Amikor Buddha 80 éves korában meghalt, a teste és a tudata is megszűnt. A buddhák állapota a halál (parinirvána) után meghatározhatatlan (MN 22). Azonban az elmondható, hogy a buddhák haláluk után nem mennek át többé újjászületésen, hanem a halálukat a parinirvána (legvégső nirvána) jellemzi. Ezáltal kilépnek a szamszára (létkerék) állandó körforgásából.
A théraváda buddhizmusban a buddhákra nem istenként tekintenek, aki a világegyetem teremtője és uralkodója.

## Korai buddhista iskolák

### Mahászánghika
A Vaszumitra, Bhávaviveka és Vinitadéva buddhista filozófusok műveiben a következő mahászánghika tézisek szerepelnek a buddhák természetével kapcsolatban:
- a buddhák emberfelettiek,
- a buddhák mentesek minden tisztátalanságtól (anászrava) és világi tulajdonságtól,
- a buddhák a dharmát tanítják minden egyes kiejtett szavukkal,
- a buddhák képesek kifejezni a dharma minden elemét egyetlen kiejtett hanggal,
- a buddhák anyagi teste (rúpakája) végtelen (anatman),
- a buddhák természetfeletti ereje (prabhāva) végtelen,
- a buddhák élethossza végtelen,
- a buddhákban nem keletkezik elégedettség érzése, ha valakit megtérítenek vagy tiszta hitre vezetnek,
- a buddhák nem alszanak és nem is álmodnak,
- a buddháknak nincs szükségük gondolkodási időre ahhoz, hogy válaszoljanak a kérdésekre,
- a buddhák valójában soha nem ejtenek ki szavakat, mivel mindig az örök szamádhi vagy meditatív koncentrációban vannak, csupán a lények tapasztalják úgy, mintha kiejtenének szavakat,
- a buddhák mindegyik pillanatban értenek mindent,
- a buddhák tudnak mindent, mivel a belátás vagy „pradzsnyá” összekapcsolódik minden pillanatukkal,
- a buddhák a megszüntetés és a jövőbeni nem-keletkezés tudását folyamatosan fenntartják amíg be nem lépnek a parinirvánába,
- minden égtáj irányában találhatók buddhák.

## Mahájána

### Örök Buddha
A mahájána irányzat fejlődésének középső szakaszában virágzott egy fontos tan, amelyet ma is fontosnak tartanak bizonyos mahájána iskolákban. Eszerint Buddha halhatatlan és örök. Ennek az elképzelésnek a legközpontibb szövege a Lótusz szútra, amelyet Sákjamuni halála után írtak le mintegy ötszáz évvel. A Lótusz szútra azt sugallja, hogy Buddha megszámlálhatatlan és felfoghatatlanul sok eonnal (kalpa) ezelőtt világosodott meg és az élete örök és halhatatlan. A szútrában nem szerepel az örök Buddha kifejezés, mégis ehhez hasonló kifejezéseket találni bizonyos mahájána szútrákban, például a Maháparinirvána-szútrában, amelyben Buddha az egyetlen igazi, örök ("nitja"/ "sásvata"), változás nélküli, áldott, tiszta Én (átman), aki, kezdet és vég nélküli.

### Buddha-dhátuelméletek
A Buddha-természet (kínai: 佛性, pinjin: fó xìng, a szanszkrit Buddha-dhátu – "Buddha elem" szó szerinti fordítása) tana sok mahájána iskolában számít fontosnak. A Buddha-természetet vagy Buddha-elvet igaznak tanítják, amely azonban egy belső, rejtett képesség a tudat legtisztább mélységében, amely potenciálisan jelen van minden érző lényben. Tehát a lények képesek megvilágosodni és elérni a buddhaságot.

### Trikája elméletek
A trikája elémélet (szanszkrit, szó szerint "három test vagy személyiség"; kínai: 三身 – szánsen, japán: szandzsin) fontos buddhista tanítás a valóság természetével kapcsolatban, illetve azzal kapcsolatban, hogy mi egy buddha. A trikája tan a 4. századra elérte jelenlegi formáját. A tan arról szól, hogy egy buddhának három teste van: a nirmánakája vagy fizikai látszattest, amely megjelenik térben és időben; a szambhogakája vagy megvilágosodás- vagy örömtest, amely a kultusz és az ábrázolások tárgya; valamint a dharmakája vagy törvénytest, amely egy buddha határtalan, abszolút természetét fejezi ki.  Az anujógában a 'tudatfolyam' (szanszkrit: csitta szantána) a trikáját összekötő 'folytonosság' (szanszkrit: szantána; wylie: rgyud).

## Vadzsrajána
A Buddha természete a tökéletes megvilágosodás állapota. A történelmi Buddha, mikor megvalósította ezt az állapotot, azt tapasztalta, hogy a tudatát takaró utolsó fátylak feloldása után a benne s a körülötte levő tér és energia közti elválasztás megszűnt, és időtlen, mindent ismerő tudatossággá vált. Testének minden egyes atomján keresztül ismert mindent, és egy volt mindennel. Érezte, hogy folyamatosan képeznie kell a testét, hogy a megvilágosodott energiák intenzív áramlásával képes legyen együtt élni. Megtapasztalta, hogy amikor a harag visszatér a tudatba, Buddha mindent olyan tisztán lát, mint egy tükröt, anélkül, hogy bármit is hozzátenne vagy elvenne belőle. A kizáró büszkeség, amely merevvé teszi az embert és képtelenné a megosztásra, átalakulva azt a képességet adta meg neki, hogy láthatta a létezés sokoldalú gazdagságát. A ragaszkodás megkülönböztető bölcsességgé változott, azzá a képességgé, amely képes megérteni a jelenségeket önmagukban és egy teljesség részeként is. A féltékenység, ami mindig szorgalmasan próbálja a tudatot előreröpíteni vagy a múlthoz kötni, a tapasztalás mindent beteljesítő bölcsességévé alakult át. A zavarodottság és a butaság pedig intuitív bölcsességgé alakult, mely mindent áthat. Ez a bölcsesség mindent tudó, mert a tér és energia minden időben és minden helyen ugyanaz. Megszűnt a tér és az idő minden korlátja, megszűnt minden dualitás, s azt tapasztalta, hogy többé a tudat semmitől sincs elválasztva.

## További irodalom
- Bareau, André:  Les Sectes Bouddhiques du Petit Véhicule (Paris: École Française D'Extrême-Orient, 1955)
- Yamamoto, Kosho (tr.), Page, Tony (ed) (1999–2000).The Mahayana Mahaparinirvana Sutra in 12 volumes. London: Nirvana Publications.